# Michael Burnham
Pour les articles homonymes, voir Burnham.
Michael Burnham est un personnage de l'univers de fiction de Star Trek, et plus particulièrement de la série Discovery, interprété par l'actrice Sonequa Martin-Green.

## Biographie
À la mort de ses parents dans une attaque des Klingons sur Doctari Alpha, Michael Burnham est adoptée par l'ambassadeur vulcain Sarek et son épouse Amanda, une humaine. Elle est élevée parmi les autres enfants vulcains, et elle est la première humaine diplômée de l'Académie des Sciences de Vulcain.
Elle rejoint Starfleet, et sert durant sept ans sous les ordres du capitaine Georgiou à bord de l'USS Shenzhou, où elle grimpe les échelons pour devenir commandant en second.
Au cours d'une mission d'exploration d'un objet inconnu, elle tue un porteur de lumière klingon, et déclenche sans le vouloir une guerre entre la Fédération et l'empire klingon. Elle s'oppose à son capitaine et tente de prendre le commandement du Shenzhou. Elle est jugée pour haute trahison et mutinerie, et condamnée à la prison à vie.
Six mois plus tard, au cours de son transfert vers une autre unité de détention de Starfleet, sa navette est secourue par l'USS Discovery alors qu'elle allait être détruite par l'espèce GS-54, des microorganismes qui se nourrissent d'électricité. Contre toute attente, le capitaine Lorca lui propose de rejoindre l'équipe scientifique du Discovery. Elle finit par accepter.
Michael est chargée par le capitaine d'étudier la bête qu'il a rapportée de la carcasse de l'USS Glenn, et de trouver un moyen d'utiliser les formidables capacités de l'animal pour défaire les Klingons. Elle découvre qu'en fait l'animal n'est pas un monstre, mais qu'il réagit violemment uniquement pour se défendre. De plus, il semble que cet animal soit l'une des clefs du fonctionnement du moteur sporique, un nouveau moyen de propulsion qui donne bien du fil à retordre à l'équipe du lieutenant Stamets.